# 9187 Walterkröll
A 9187 Walterkröll (ideiglenes jelöléssel 1991 RD4) a Naprendszer kisbolygóövében található aszteroida. Lutz Schmadel és Freimut Börngen fedezte fel 1991. szeptember 12-én.